# آنجلو سینیسکالچی
آنجلو سینیسکالچی (انگلیسی: Angelo Siniscalchi؛ زادهٔ ۱۵ ژوئیهٔ ۱۹۸۴) بازیکن فوتبال اهل ایتالیا است.
از باشگاه‌هایی که در آن بازی کرده‌است می‌توان به باشگاه فوتبال سالرنیتانا، باشگاه فوتبال آسکولی، باشگاه فوتبال دلفینو پسکارا، و باشگاه فوتبال بنونتو اشاره کرد.